# Marcus Elieser Bloch
Marcus Elieser Bloch (Ansbach in Keurvorstendom Beieren, 1723  -  Karlsbad in Bohemen, Habsburgse monarchie,  6 augustus 1799) was een Duitse arts, natuuronderzoeker en ichtyoloog. Hij was de bekendste deskundige op het gebied van de visfauna uit de 18de eeuw. 

## Biografie
Bloch was van eenvoudige, joodse afkomst. Zijn vader was een arme schriftgeleerde. Hij leerde Hebreeuws en bestudeerde de Thora en de rabbijnse literatuur, maar waarschijnlijk kon hij tot zijn 19de Duits lezen noch schijven. Dankzij zijn kennis van de rabbijnse literatuur en de Hebreeuwse bijbel kreeg hij een aanstelling als huisleraar bij een joodse arts/chirurgijn in Hamburg. In Hamburg leerde hij Duits lezen en schrijven en verder leerde hij Latijn en deed basiskennis op over de menselijke anatomie. 
Hij verhuisde daarna naar Berlijn en kon daar met financiële steun van verwanten medicijnen studeren. In Frankfurt (Oder) studeerde hij af als medicus en hij vestigde zich als arts in Berlijn. In Berlijn was Moses Mendelssohn (1729-1786) een van zijn patiënten. Hij verkeerde in Berlijn in het gezelschap van ontwikkelde joden, leden van de Haskala. Deze beweging was een joodse variant op de Europese Verlichting.
Hij vergaarde genoeg middelen om een waardevol museum te vullen met natuurhistorische specimens van zowel het dierenrijk als het plantenrijk en daarnaast een uitgebreide bibliotheek. 
In 1781 werd hij gekozen als lid van de Akademie van Wetenschappen in  Göttingen en in 1782 tot lid van de Deutsche Akademie der Wissenschaften Leopoldina.
In 1797 bracht hij een bezoek aan Parijs waar hij collecties bestudeerde van organismen die hij niet kende van de kusten van de Oostzee. Hij reisde via de Bataafse Republiek terug naar Berlijn. Daarna ging het plotseling slecht met zijn gezondheid. In 1799 ging hij naar een kuuroord in Karlsbad waar hij op 6 augustus overleed.

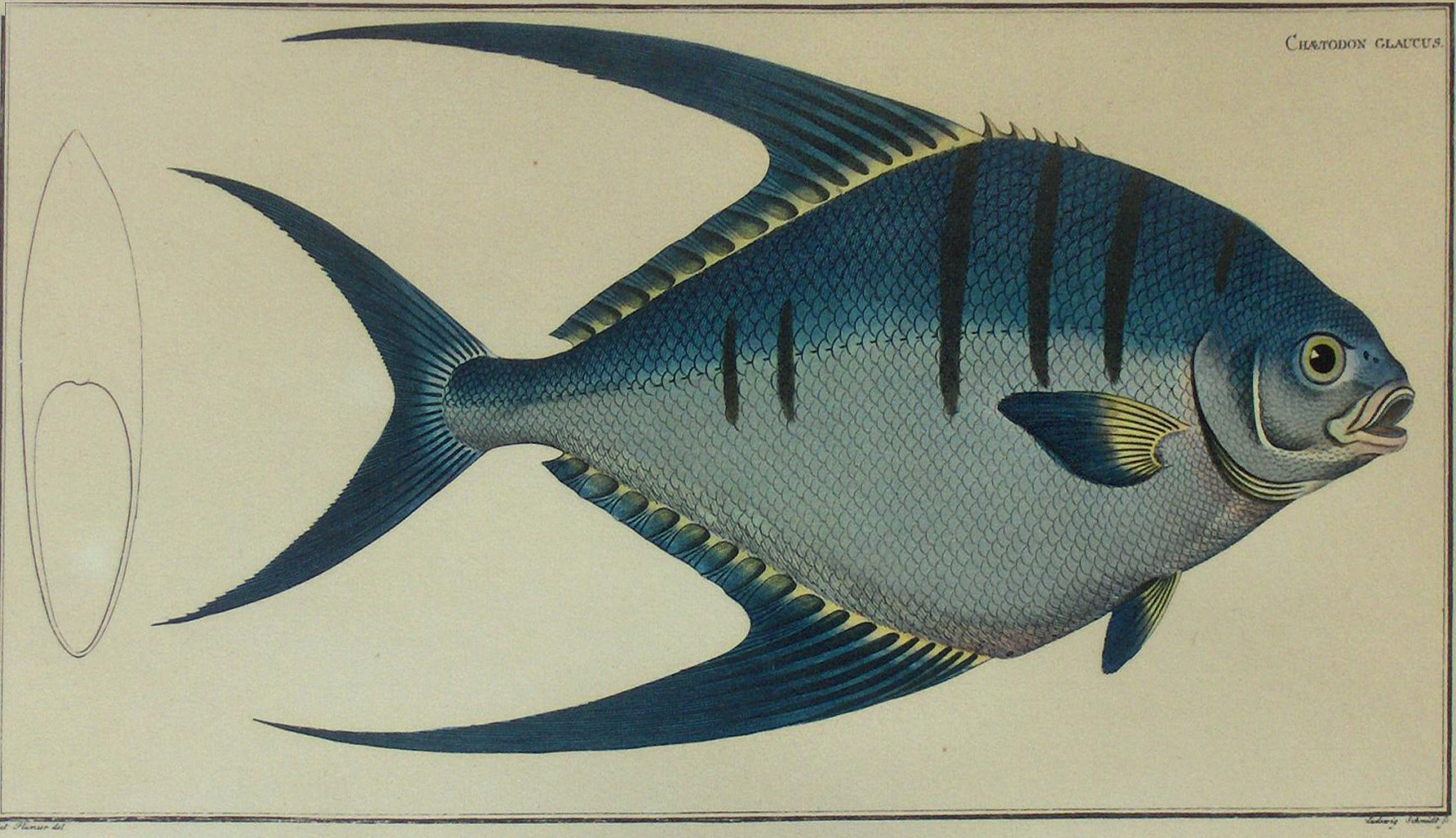
Kopergravure uit "Allgemeine Naturgeschichte der Fische" van Trachinotus goodei

## Zijn werk en nalatenschap
Bloch liet een groot oeuvre achter van publicaties over diverse natuurhistorische onderwerpen, vergelijkende anatomie en fysiologie.
Zijn belangrijkste werk is de Allgemeine Naturgeschichte der Fische (algemene natuurlijke historie van de vissen) dat tussen 1782 en 1795 in 12 delen verscheen. De hierin opgenomen kopergravures zijn niet alleen van wetenschappelijke, maar ook van grote artistieke waarde. In de eerste drie delen behandelde hij de vissen van Duitsland en besteedde bijzondere aandacht aan de economische aspecten van de visserij. De rest van het werk gaat over vissoorten uit de hele wereld die dan bekend zijn. Hij ontving hiervoor materiaal en beschrijvingen van verschillende collega's en verzamelaars, waaronder een zendeling in India. De eerste delen financierde Bloch uit eigen middelen, daarna moest hij sponsoren zien te vinden en die vond hij onder de adel en onder wetenschappers in Berlijn. Bloch gebruikte een ongewone vorm van sponsoren werven. Hij liet de naam van de gulle gevers afdrukken in de 432 handgekleurde gravures in de opeenvolgende delen van de Allgemeine Naturgeschichte. Dit werk was tijdens het leven van Bloch en ook nog lang daarna het belangrijkste werk over vissen. Bloch nam weinig tekst van andere auteurs over en baseerde zich vooral op het materiaal uit zijn eigen collectie, waardoor dit werk uniek en waardevol werd. 
Daarnaast publiceerde hij over parasitaire wormen in het lichaam van andere diersoorten. Hij won hiervoor een prijs van de Koninklijke Deense Academie van Wetenschappen.
Samen met Johann Gottlob Schneider begon hij te werken aan een catalogus, die onder de titel Systema ichthyologiae iconibus CX illustratum alle vissoorten van de wereld zou moeten behandelen. Dit werk is nooit afgemaakt. Dit werk bevat 1519 soortbeschrijvingen. Blochs vissenverzameling van rond 1500 exemplaren werd in 1810 opgenomen in het Zoölogisch Museum van Berlijn, het huidige Museum für Naturkunde. De heden nog overblijvende 800 exemplaren vormen de grootste nog bestaande ichtyologische collectie uit de 18de eeuw.

## Online beschikbare publicaties
- De „Allgemeine Naturgeschichte der Fische“ Berlin 1782-95, 12 delen met 432 handgekleurde kopergravures.doi:10.5962/bhl.title.63303 doi:10.5962/bhl.title.46381
- „Naturgeschichte der ausländischen Fische.“ Veröffentlicht „Aus Kosten der Verfassers, und in Commission in der Buchhandlung der Realschule“, Berlin 1786. Online
- Unvollendet hinterließ er das „Systema ichthyologiae iconibus CX illustratum“, das J. G. Schneider (Berlin 1801) herausgab. doi:10.5962/bhl.title.5750 doi:10.5962/bhl.title.58288
- Abhandlung von der Erzeugung der Eingeweidewürmer und den Mitteln wider dieselben. Siegismund Friedrich Hesse, Berlin 1782 doi:10.5962/bhl.title.62139